# Condado de Bucks
O Condado de Bucks (em inglês:  Bucks County) é um dos 67 condados do estado americano da Pensilvânia. A sede e maior cidade do condado é Doylestown. Foi fundado em 1682.
O condado possui uma área de 1 611 km², dos quais 1 565 km² estão cobertos por terra e 45 km² por água, uma população de 625 249 habitantes, e uma densidade populacional de 399,5 hab/km² (segundo o censo nacional de 2010). É o quarto condado mais populoso da Pensilvânia.